# Fryderyka Dorota Badeńska
Fryderyka Dorota Wilhelmina (ur. 12 marca 1781 w Karlsruhe, zm. 25 września 1826 w Lozannie) – królowa Szwecji.
Fryderyka Dorota Wilhelmina była córką Karola Ludwika Badeńskiego i Amalii Fryderyki Hessen-Darmstadt. Była siostrą carowej Rosji Luizy, królowej Bawarii Karoliny Fryderyki i wielkiej księżnej Hesji i Renu Wilhelminy.
W 1797 roku wyszła za mąż za króla szwedzkiego Gustawa IV Adolfa i została koronowana na królową. W 1809 roku razem z mężem, po jego obaleniu, opuściła Szwecję. Odtąd razem z rodziną zamieszkała w Badenii. W 1812 roku Fryderyka rozwiodła się z Gustawem.

## Dzieci
- Gustaw von Holstein-Gottorp-Vasa (ur. 9 listopada 1799, zm. 4 sierpnia 1877);
- Zofia Wilhelmina von Holstein-Gottorp (ur. 21 maja 1801, zm. 6 lipca 1865);
- Karol Gustaw (ur. 2 grudnia 1802, zm. 10 września 1805), wielki książę Finlandii;
- Amalia Maria (ur. 22 lutego 1805, zm. 31 sierpnia 1853);
- Cecylia (ur. 22 czerwca 1807, zm. 27 stycznia 1844).

Miasta Frederika (1799), Dorotea (1799) i Vilhelmina (1804) w Laponii zostały nazwane na cześć królowej Fryderyki Doroty.